# 密西西比州第二十一步兵團
密西西比州第二十一志願步兵團(21st Mississippi Volunteer Infantry Regiment)是美國南北戰爭時邦聯軍隊中的一支步兵團。

## 成立
密西西比州第二十一步兵團成立於1861年秋季，地點為密西西比州。同年9月往維吉尼亞州北部上戰場。

## 隸屬
第二十一步兵團是第一兵團中，威廉·巴克斯戴爾( William Barksdale)准將之軍旅中的一個步兵團，參與過不少主要戰役。
此步兵團亦曾效力田納西軍團，在西部戰場(主要是田納西州以及佐治亞州)作戰。

## 戰役
- 第一次牛奔河之役
- 約克鎮之役
- 七天戰役
- 南山之役
- 安提耶坦戰役
- 弗德堡之役
- 錢斯勒斯維爾之役
- 葛底斯堡之役
- 奇克莫加之役(Battle of Chickamauga)
- 莽原之役
- 史波特斯凡尼亞郡府之役
- 北安娜之役
- 冷港之役
- 彼得斯堡之役
- 細德溪之役
- 阿波馬托克斯法院之役

## 外部連結
https://web.archive.org/web/20080420101722/http://www.mississippiscv.org/MS_Units/21st_MS_INF.htm 密西西比州第二十一志願步兵團之歷史